# Trastgärdsmyg
⇔
Trastgärdsmyg (Campylorhynchus turdinus) är en fågel i familjen gärdsmygar inom ordningen tättingar.

## Utseende och läte
Trastgärdsmygen är en mycket stor och just trastliknande gärdsmyg, Fjäderdräkten är brunaktig och varierar geografiskt, tätt med mörkbruna fläckar på ljusare undersida i norr, medan sydliga fåglar är mer enfärgat mellanbrun ovan och under, med några få fläckar på nedre delen av buken och undergumpen. Sången är ljudlig men mjuk och fnittrig. 

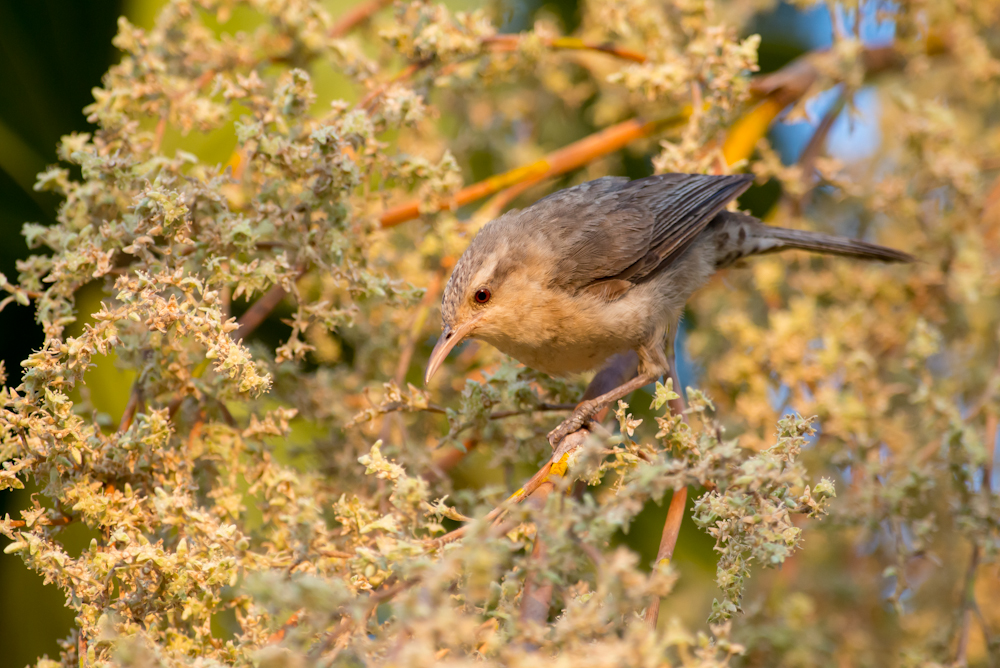

## Utbredning och systematik
Trastgärdsmyghar ett stort utbredningsområde i Sydamerika. Den delas in i tre underarter med följande utbredning:
- Campylorhynchus turdinus hypostictus - förekommer från sydöstra Colombia till Ecuador, Peru, Bolivia, Brasilien söder om Amazonfloden
- Campylorhynchus turdinus turdinus - förekommer i öst-centrala Brasilien (Maranhão till Goiás, Bahia och Espírito Santo)
- Campylorhynchus turdinus unicolor – förekommer från tropiska östra Bolivia till sydvästra Brasilien (Mato Grosso) och norra Paraguay

Taxonet aenigmaticus, med utbredning i sydvästra Colombia (Nariño), har behandlats som underart till trastgärdsmygen (och görs även i miss mån fortfarande) eller vithuvad gärdsmyg (Campylorhynchus albobrunneus). Idag tros den utgöra en hybridform mellan vithuvad gärdsmyg och bandryggig gärdsmyg (Campylorhynchus zonatus).

## Levnadssätt
Trastgärdsmygen hittas huvudsakligen i trädkronor i fuktiga skogar, även de påverkade av människan. I södra delen av utbredningsområdet kan den även hittas bland snår och kantväxtlighet i öppnare och torrare skogar.

## Status och hot
Arten har ett stort utbredningsområde, men tros minska i antal, dock inte tillräckligt kraftigt för att den ska betraktas som hotad. Internationella naturvårdsunionen IUCN listar arten som livskraftig (LC).